# Polyphaenis propinqua
Polyphaenis propinqua är en fjärilsart som beskrevs av Otto Staudinger 1895. Polyphaenis propinqua ingår i släktet Polyphaenis och familjen nattflyn. Inga underarter finns listade i Catalogue of Life.